# Renate Loidolt

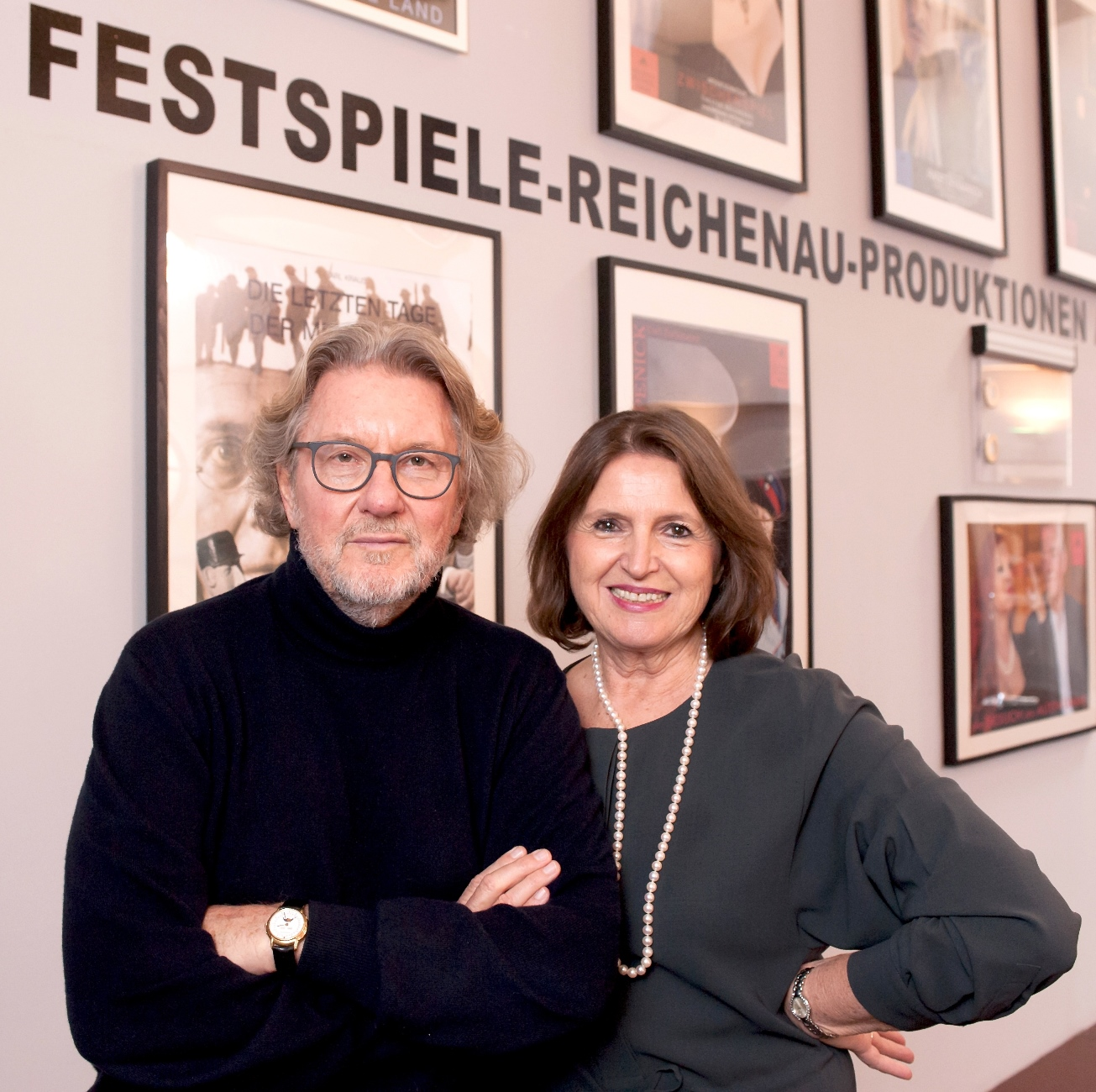
Renate und Peter Loidolt

Renate Loidolt (geboren am 9. September 1950 in Neunkirchen, NÖ als Renate Schrittwieser) ist eine österreichische Dramaturgin und Kulturmanagerin.

## Leben und Wirken
Renate Loidolt wuchs am Bauernhof der Eltern Franz und Katharina Schrittwieser in Prein an der Rax auf. Nach ihrer Matura (1969 am Bundesgymnasium für Mädchen und Frauenoberschule Wiener Neustadt) studierte sie Volkswirtschaftslehre an der Universität Wien und schloss dieses Studium 1973 mit dem akademischen Grad Magister (Mag. rer.soc.oec.) ab.
1971 heiratete sie Peter Loidolt, 1973 und 1980 wurden ihre Töchter Melanie und Sophie geboren. Zunächst lebte die Familie in Mödling, seit 1979 befindet sich ihr Wohnsitz und Atelier in Reichenau an der Rax.
Nach Erfahrungen im internationalen Kulturmanagement (Organisation von Ausstellungen und Verkauf der Bilder von Peter Loidolt) begründete Renate Loidolt gemeinsam mit ihrem Ehemann die Festspiele Reichenau. Renate Loidolt war die alleinige Geschäftsführerin der Festspiele Reichenau GesmbH und arbeitete als Dramaturgin und Produzentin von Theater-Eigenproduktionen. Im Kulturverein Reichenau hatte sie seit der Gründung durch Obmann Peter Loidolt 1981 die Funktion des Generalsekretärs. Diese Funktionen wurden 2021 als Folge eines kritischen Rechnungshofberichtes, der sich auch mit den verschachtelten Firmenbeziehungen der Festspiele befasste, beendet. Die Festspiele Reichenau Ges.m.b.H. wurde anlässlich einer außerordentlichen Generalversammlung im November 2021 aufgelöst. Das Amt der niederösterreichischen Landesregierung hatte zuvor schon am 8. Oktober 2021 auf eine Rückforderung von bereits ausgezahlten Förderungen schriftlich verzichtet.
Im Juli 2021 wurde Maria Happel als Nachfolgerin von Peter und Renate Loidolt als künstlerische Leiterin der Festspiele Reichenau vorgestellt.
Derzeit fungiert Loidolt als Obfrau für den Kulturverein Reichenau/Rax - Archiv. Dieser betreibt im ersten Stock des Theatergebäudes in Reichenau an der Rax ein Archiv zur Theatergeschichte der Gemeinde.

## Auszeichnung
Für ihre besonderen Verdienste um die Förderung von Werken zum Teil in Vergessenheit geratener jüdischer Autoren und ihren Einsatz gegen den Antisemitismus wurde ihr gemeinsam mit ihrem Mann im Oktober 2019 von der Israelitischen Kultusgemeinde Wien die Marietta und Friedrich Torberg-Medaille verliehen.

## Veröffentlichungen
- Renate Loidolt: Das nicht-rationale Konsumentenverhalten unter besonderer Berücksichtigung des Affektverhaltens, Diplomarbeit, 1973

## Auszeichnungen
- 2006 Goldenes Ehrenzeichen für Verdienste um die Republik Österreich[13]
- 2014 Österreichisches Ehrenkreuz für Wissenschaft und Kunst[14]
- 2019 Marietta und Friedrich Torberg-Medaille der Israelitischen Kultusgemeinde Wien gemeinsam mit Peter Loidolt.[12]